# Политис, Иоаннис
Иоаннис Х. Политис (греч. Ιωάννης Χ. Πολίτης, 1886, Пирей — 1968, Афины) — греческий ботаник и физик.

## Биография
Иоаннис Х. Политис родился в Пирее в 1886 году. Окончил среднюю школу в своём родном городе. Потом учился в Афинском национальном университете, а также университетах Неаполя, Рима и Падуи, где получил докторскую степень в области физики в 1911 году. После этого назначен почётным куратором ботанической лаборатории в Павии.
После возвращения в Грецию был назначен директором Государственной фитопатологической лаборатории и профессором Лесной школы. В 1919 году избран профессором ботаники Афинского университета, в 1920 году стал деканом Афинского университета (1944—1945).
Он был членом Афинской академии с момента её создания в 1926 году и одним из основателей Высшей школы лесного хозяйства в Греции. В 1949 году был президентом Афинской академии.